# Сельское поселение «Буруканское»
Се́льское поселе́ние «Буруканское» — муниципальное образование в Газимуро-Заводском районе Забайкальского края Российской Федерации.
Административный центр — село Бурукан.

## История
Статус и границы сельского поселения установлены Законом Читинской области от 19 мая 2004 года «Об установлении границ, наименований вновь образованных муниципальных образований и наделении их статусом сельского, городского поселения в Читинской области».

## Население
| 2010 | 2011 | 2012 | 2013 | 2014 | 2015 | 2016 |
| ---- | ---- | ---- | ---- | ---- | ---- | ---- |
| 485  | ↘484 | ↘465 | ↘451 | ↘444 | ↗456 | ↘454 |
| 2017 | 2018 | 2019 | 2020 | 2021 |      |      |
| ↘441 | ↘437 | ↘425 | ↘419 | ↘384 |      |      |

## Состав сельского поселения
| № | Населённый пункт | Тип населённого пункта       | Население |
| - | ---------------- | ---------------------------- | --------- |
| 1 | Бура             | село                         | ↘39       |
| 2 | Бурукан          | село, административный центр | ↘274      |
| 3 | Кунгара          | село                         | ↘55       |
| 4 | Курюмдюкан       | село                         | ↘49       |